# 홍정훈
홍정훈(1978년 1월 12일~)은 대한민국의 작가이다. 1999년 《비상하는 매》로 데뷔하였다. 숭실대학교 전기공학을 졸업하였다.